# Associació d'Escriptors en Llengua Catalana
L'Associació d'Escriptors en Llengua Catalana (AELC) és una entitat professional, que fou creada l'any 1977, i que aplega escriptores i escriptors en llengua catalana. La major part de la seva actuació es desplega en els distints territoris dels Països Catalans, fet fonamental que reflecteix la seva organització i la composició de la junta directiva. El seu objectiu principal és el de representar i defensar els interessos dels escriptors en llengua catalana en els àmbits professionals i davant dels organismes culturals públics i altres institucions.
L'AELC ha contribuït en la refundació de la Institució de les Lletres Catalanes; ha participat en l'elaboració de la Llei de Propietat Intel·lectual i en el conveni-marc amb els sectors editorials sobre els models de contracte d'edició –en paper i digitals–, ha gestionat la supressió de l'IVA per als escriptors i traductors i manté negociacions amb diversos organismes públics sobre temes fiscals, laborals i de previsió. És membre fundadora de la Federació GALEUSCA d'escriptors en llengua gallega, èuscar i catalana; forma part de la junta directiva del Centro Español de Derechos Reprográficos (CEDRO); és membre de l'European Writers Council (EWC), del Consell Europeu d'Associacions de Traductors Literaris (CEATL), d'International Authors Forum (IAF), i de Culture Action Europe (CAE), entre d'altres.
El web de l'AELC inclou una extensa base de dades de pàgines monogràfiques d'autores i autors, amb una àmplia informació biogràfica, bibliogràfica i literària, sovint facilitada pels mateixos escriptors. També conté un recull d'activitats i notícies i temes d'actualitat professional, així com un aplec de textos d'opinió escrits per membres de l'entitat, i debats periòdics sobre temes professionals i d'actualitat.
Poden ser socis i sòcies de ple dret de l'AELC els escriptors de ficció, els traductors i dramaturgs que hagin publicat en català almenys una obra, així com els guionistes que hagin produït un guió, i també els autors de crítica literària i d'altres estudis de literatura catalana.
L'escriptor Sebastià Portell presideix la Junta Directiva des del 2022. Les anteriors juntes han estat presidides per: Josep Maria Castellet (Catalunya), Josep Maria Llompart (Balears), Joan Fuster i Ortells (País Valencià), Avel·lí Artís-Gener "Tísner” (Catalunya), Jaume Fuster (Catalunya), Francesc Parcerisas (Catalunya), Antònia Vicens (Balears), Jaume Pérez Montaner (País Valencià), Guillem-Jordi Graells (Catalunya) i Bel Olid (Catalunya).

## Objectius
Els principals objectius de l'AELC són:
- Defensar els interessos del col·lectiu en els diferents àmbits professionals així com davant els organismes culturals públics i altres institucions culturals. En aquest sentit l'AELC va participar en l'elaboració de la Llei de Propietat Intel·lectual i en el conveni-marc amb els sectors editorials sobre els models de contracte d'edició, ha gestionat la supressió de l'IVA per als escriptors i traductors i manté negociacions amb diversos organismes públics sobre temes fiscals, laborals i de previsió.
- Organitzar un ampli ventall d'activitats dedicades a l'estudi i la reflexió sobre l'ofici d'escriure (conferències, jornades, col·loquis, congressos…), així com a la promoció dels autors i autores. També col·labora amb entitats i organismes per realitzar-ne d'altres.
- Representar els escriptors i les escriptores en llengua catalana davant les diverses institucions públiques i els diferents sectors professionals vinculats a les Lletres.
- Mantenir una presència constant en el món cultural, tant català com estranger. En aquest sentit la seva pàgina web www.escriptors.cat ha esdevingut un referent cultural en contínua actualització.

## Premis
L'Associació d'Escriptors en Llengua Catalana atorga periódicament diferents Premis literaris a obres escrites en català per reconèixer la creació en llengua catalana en diferents gèneres literaris.
- Premis Cavall Verd: El Premi Rafel Jaume és per a la millor traducció poètica en català i el Premi Josep M. Llompart premia el millor llibre de poesia en català.

- Premi Jaume Fuster dels Escriptors en Llengua Catalana: premi concedit anualment que distingeix un autor per la trajectòria de la seva obra.

- Premi Aurora Díaz-Plaja: premia el millor article d'anàlisi, estudis o investigacions sobre literatura infantil i juvenil catalana publicat en qualsevol llengua en un mitjà de difusió general o especialitzat, tant en suport paper com digital.

- Premis de la Crítica dels Escriptors Valencians: Es premien els millors llibres d'autors valencians publicats en llengua catalana durant l'any anterior, en les modalitats d'assaig, literatura infantil, literatura juvenil, narrativa, poesia i teatre.

- Concurs "Imagina un amor": Des de 'any 2018 se celebra el concurs literari per a joves de narrativa en llengua catalana de temàtica LGBTI.

### Premis convocats en col·laboració
- Certamen Art Jove de poesia Salvador Iborra: Convocat per l'Associació d'Escriptors en Llengua Catalana, l'Agència Catalana de la Joventut i l'Institut Balear de la Joventut i adreçat a joves escriptors d'entre 18 i 30 anys.

- Premi de Poesia Manel Garcia Grau: Convocat per la Universitat Jaume I de Castelló amb la col·laboració de l'AELC i Perifèric Edicions. El premi es convoca en memòria del poeta i professor castellonenc Manel Garcia Grau (1962-2006).

- Premis de la Crítica Catalana: instituïts l'any 1956 per l'Asociación de Críticos Literarios, s'atorguen a les millors obres de poesia i narrativa publicades l'any anterior en les quatre llengües oficials de l'estat espanyol. Pel que fa a la categoria de llengua catalana, els anys 2002-2023 ha estat l'Associació d'Escriptors en Llengua Catalana l'encarregada de coordinar-los.